# Agustí Aparicio
Agustí Aparicio fou un compositor català actiu durant la primera meitat del s. XIX.

## Biografia
El compositor català Agustí Aparicio va ser deixeble del mestre de capella de Castelló d'Empúries, Jaume Lleys. Això se sap gràcies les indicacions que es troben a la portada d'algunes de les seves obres, amb data de 1832.
Malgrat que són molt poques les obres que es conserven d'Aparicio, tan sols unes sèries de salms a vuit veus, el valor d'aquestes és molt elevat. Això és perquè suposen molt bons exemples del mètode d'ensenyament de contrapunt que s'utilitzava al voltant del 1830, ja que el compositor anotava als manuscrits indicacions molt concretes pel que fa a la tècnica contrapuntística. Alguns d'aquests salms són Domine, non est exaltatum cor moeum, Laudate dominum i Laudate dominum omnes gente, escrits el febrer, abril i juliol del 1832, respectivament.